# Flurnamensammlung der Ostfriesischen Landschaft
Die Flurnamensammlung der Ostfriesischen Landschaft ist ein Gemeinschaftsprojekt der Ostfriesischen Landschaft, des Landesamtes für Geoinformation und Landesvermessung Niedersachsen (LGLN) sowie dem Niedersächsischen Landesarchiv – Standort Aurich. Ziel des Projektes, das mit großer ehrenamtlicher Unterstützung läuft, ist die Sammlung der Flurnamen Ostfrieslands sowie ihre Deutung. Die Sammlung umfasst 71.913 Flurnamen. Diese sind über ein Internetportal zugänglich. Sie ist die erste Flurnamensammlung, die in dieser Form präsentiert wird und öffentlich zugänglich ist.

## Geschichte
Die Gesellschaft für bildende Kunst und Vaterländische Altertümer zu Emden unternahm 1878 einen ersten Versuch, mit der Unterstützung der Öffentlichkeit eine Flurnamensammlung für Ostfriesland zu erstellen. Der Aufruf dazu verhallte fast folgenlos. Dem Aufruf folgten lediglich drei Personen, die insgesamt 23 Flurnamen meldeten.
Nach dem Ersten Weltkrieg griff der Superintendent und Volkskundler Wiard Lüpkes die Idee auf und begann, mit den Vorarbeiten für eine Sammlung. Dazu sandte er Fragebögen zur Erfassung von Flurnamen an die Pastoren, die Kirchenvorstände und die landwirtschaftlichen Zweigvereine in Ostfriesland. Aus den Rückmeldungen stellte er Listen mit Flurnamen zusammen, die er dann ohne weitere Erläuterung in der Tagespresse veröffentlichte. Eigenen Angaben zufolge erhob er dabei keinen Anspruch auf eine systematische Sammlung. Seine Tätigkeit sei eher ein erster „Griff in den großen Reichtum von Flurnamen (...), um zum Weitersammeln anzuregen (...) ohne alles gelehrte Beiwerk“ Insgesamt konnte er so 420 nicht lokalisierte Flurnamen erfassen.
Nach dem Zweiten Weltkrieg rief der Heimatverein Leer dazu auf, Flurnamen zu sammeln. Federführend war dabei Kreisbaumeister Kratzsch, der erstmals den Versuch unternahm, die Flurnamen auch zu lokalisieren. Dafür schnitt er aus topographischen Karten im Maßstab 1:25.000 die einzelnen Gemarkungen aus und sandte diese Ausschnitte an die Lehrer Ostfrieslands. Im Anschreiben bat er diese darum, die Flurnamen in Listen zusammenzutragen und ihre Lage in die Kartenausschnitte einzutragen. Das Projekt war etwas erfolgreicher als die vorangegangenen, blieb aber ebenfalls unvollständig. Lediglich für den Landkreis Leer konnte eine vollständige Sammlung erstellt werden. Im Altkreis Aurich wurden 50 Prozent und im Altkreis Norden 30 Prozent der Fläche erfasst. Für den Landkreis Wittmund wurden gar keine Daten eingesandt.
Heinrich Schumacher (1926–2023), seit 1964 Leiter der Katasteramts Aurich, schlug der Ostfriesischen Landschaft 1965 vor, auf der Basis der Deutschen Grundkarte eine gründliche Flurnamensammlung auf der Basis der Deutschen Grundkarte zu erstellen. Er begann 1967 mit Unterstützung des Heimatforschers Bernhard Uphoff, die Flurnamen des Altkreises Aurich. Ab 1972 unterstützte die Landschaft das Vorhaben und übernahm das Konzept dieser Sammlung für ganz Ostfriesland. Es bildete sich ein Arbeitskreis, der ab 1975 von Schumacher geleitet wurde. In Zusammenarbeit mit ehrenamtlichen Unterstützern trug Schumacher so bis 1984 insgesamt 71.541 Flurnamen zusammen, die in mehr als 900 Deutsche Grundkartenblätter im Maßstab 1:5000 eingetragen wurden. Sie befinden sich heute im Bestand der Landschaftsbibliothek. Quellen für die Sammlung waren die Hannoversche Grundsteuervermessung um 1830, die Preußische Grundsteuervermessung um 1870, eine um 1980 durchgeführte Befragung in Aurich sowie die bereits erfassten Flurnamen aus den vorangegangenen Sammlungen und bestehende Sammlungen aus einzelnen Gemarkungen.
1984 schloss Schumacher das Projekt ab und übergab dem damaligen Präsidenten der Ostfriesischen Landschaft, Peter Elster, die Flurnamensammlung. Die Sammlung wurde 1984 der Öffentlichkeit vorgestellt. 2002 gab Schumacher die Sammlung über 3400 Seiten in sechs Bänden heraus. Für sein Werk erhielt Schumacher am „Oll' Mai“ 1984 die Ubbo-Emmius-Medaille, langjährige Mitarbeiter wurden von der Ostfriesischen Landschaft mit dem „Upstalsboom-Taler“ ausgezeichnet.
Schumachers Nachfolger in der Leitung des Katasteramts, Herbert Troff, setzte die Arbeit fort und ließ die Flurnamen ab 2003 mit den digitalen Karten der Vermessungs- und Katasterverwaltung verknüpfen, um diese so im Internet zugänglich zu machen. Seit September 2006 ist die Sammlung über das Internet zugänglich.
In einem zweiten Schritt sollten die Flurnamen gedeutet werden. Eine erste Idee, dies im Rahmen einer Dissertation zu machen, wurde aufgrund es Umfangs der Sammlung verworfen. Daraufhin bildete sich auf Initiative von Herbert Troff unter dem Dach der Ostfriesischen Landschaft ein Arbeitskreis zur Deutung der Flurnamen, zu dem sich Wissenschaftler und Fachleute des Landesamts für Geoinformation und Landvermessung Niedersachsen – Regionaldirektion Aurich (LGLN, vormals Katasteramt Aurich), der Ostfriesischen Landschaft und des Auricher Staatsarchivs sowie ehrenamtliche Unterstützer zusammenschlossen. Dieser Arbeitskreis ist in ein wissenschaftliches Netzwerk eingebunden und wird unter anderem vom Fachbereich Niederdeutsch der Universität Oldenburg unterstützt. Paul Weßels und Cornelia Ibbeken leiten das Projekt, das 2009 der Öffentlichkeit vorgestellt wurde. Um die Arbeit der Ehrenamtlichen zu unterstützen, erstellte Cornelia Ibbeken auf Basis des Wörterbuchs der ostfriesischen Sprache von J. ten Doornkaat Koolman, des Ostfriesischen Wörterbuchs von Cirk Heinrich Stürenburg, des Mittelniederdeutschen Wörterbuchs von August Lübben und Karl Schiller, Schiller/Lübben und des Altfriesischen Handwörterbuchs von Dietrich Hofmann und Anne Tjerk Popkema unter Hinzuziehung der Arbeiten von Ulrich Scheuermann und Arend Remmers ein online zugängliches Glossar, das seither ständig aktualisiert und neuen wissenschaftlichen Erkenntnissen angepasst wird.

## Bestand
Die Flurnamensammlung umfasst 897 Deutsche Grundkarten, in denen 71.913 Flurnamen Ostfrieslands erfasst sind. Darunter sind die 71.541 unter der Leitung von Schumacher erfassten Flurnamen, die im Jahre 2000 von Michael Clemens um die bis 1972 zum Kreis Wittmund gehörende Gemeinde Gödens (heute ein Ortsteil der Gemeinde Sande in Friesland) ergänzt wurden. Die Sammlung enthält damit alle um 1830, um 1870 und um 1980 bekannten Flurnamen der Region. Die Daten verteilen sich auf folgende Quellen:
- Hannoversche Gundsteuervermessung: 28.499
- Preußische Grundsteuervermessung: 20.829
- Befragung: 30.663
- Lüpkes: 420
- Regemort: 1.196
- Sonstige: 991
- Deutsche Grundkarte: 12.129